# 마카스

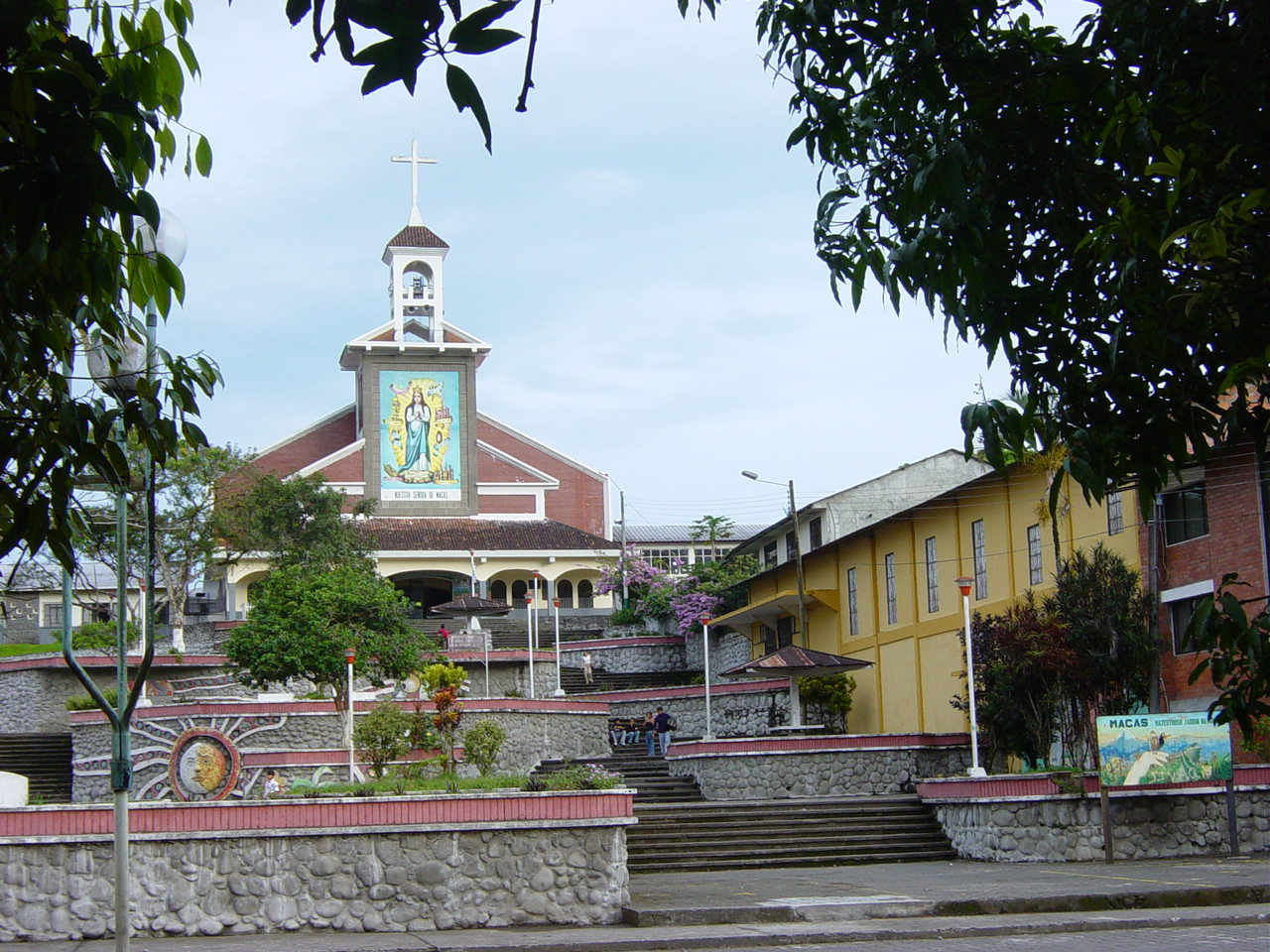
마카스

마카스(스페인어: Macas)는 에콰도르 남동부에 위치한 도시로 모로나산티아고 주의 주도이며 면적은 53.33km2, 높이는 1,050m, 인구는 19,176명(2010년 기준)이다.